# Agrius affinis
Agrius affinis är en fjärilsart som beskrevs av Johann August Ephraim Goeze 1780. Agrius affinis ingår i släktet Agrius och familjen svärmare. Inga underarter finns listade i Catalogue of Life.